# Томмі Черберг
Томмі Черберг (повне ім'я Берт Густав Томмі Черберг, швед. Bert Gustav Tommy Körberg народ. 4 липня 1948 (76 років)) — шведський співак і актор.
Народився 4 липня 1948 року в Нурше на півночі Швеції в області Вестерботтен .
У 1969 році отримав шведську премію «Ґреммі» в області звукозапису в категорії «Кращий дебют».
За межами Швеції відомий, в основному, за роллю радянського гросмейстера Анатолія Сергієвського в мюзиклі «Шахи», авторами якого є Бенні Андерссон, Бйорн Ульвеус і Тім Райс . Восени 1984 року побачила світ подвійна платівка із записом мюзиклу, де він виконав цю роль, а в травні 1986 року в Лондоні відбулася прем'єра, де він блискуче її зіграв, після чого був номінований на премію Лоуренса Олів'є в номінації «Видатна акторська гра в мюзиклі».
Два рази Томмі Черберг був представником Швеції на Міжнародному конкурсі пісні " Євробачення ": у 1969 році з піснею «Judy min vän» («Джуді, моя подруга») (9-е місце) і в 1988 році з піснею «Stad i ljus» («Місто в вогнях») (12-е місце).
5 червня 1988 року з творчістю Томмі Черберга познайомилися і радянські телеглядачі, побачивши його у спільній радянсько-шведській телепередачі "" Ранкова пошта «в гостях у» Сходів Якоба "", знятої на шведському телебаченні. Вели програму Якоб Далін і Юрій Ніколаєв, а учасниками її музичних номерів також були Алла Пугачова, Род Стюарт, Агнета Фельтскуг, групи " Круїз ", Europe, Ігор Ніколаєв (який написав згодом для Томмі Черберга музику до пісні «The kingdom of the carnival mirrors» («Царство карнавальних дзеркал»)) та інші європейські і американські виконавці.
З 1990 по 2000 рік Черберг відмовлявся майже від усіх інших проектів через те, щоб знову зіграти у відновленій виставі «Шахи» роль Анатолія, за яку в 2003 році на щорічній церемонії вручення призів шведської національної театральної премії «Guldmasken» (аналог російської " Золотої маски "), що проходила в Стокгольмі, він був удостоєний головного призу в номінації «Кращий актор у мюзиклі».
Томмі Черберг також грав і в інших шведських театральних постановках — у мюзиклах «The Sound of Music» («Звуки музики») і «Les Misérables» («Знедолені»).
У 1984 році Томмі Черберг зіграв роль другого плану у шведському фільмі «Роні — дочка розбійника», знятого за мотивами однойменного роману Астрід Ліндґрен . У якості актора він узяв участь і в ряді інших шведських фільмів.
У шведському дубляжі мультфільму "Красуня і чудовисько" Черберг озвучив роль Чудовиська, а також записав шведський саундтрек до мультфільму.
Томмі Черберг часто виступає і записується з оркестром Бенні Андерссона.
У 2007 році він одружився з Анною-Шарлоттою Нільссон.
У 2008 році Черберг як актор узяв участь у шведській постановці мюзиклу «Відчайдушні шахраї» в Стокгольмі, а в 2009 році він виконав роль професора Генрі Ґіґґінса в мюзиклі «Моя прекрасна леді», в якому роль Елайзи Дуліттл зіграла колега артиста по мюзиклу «Шахи» і оркестру Бенні Андерссона актриса і співачка Ґелен Шегольм (швед. Helen Sjöholm).
У 2013 році Томмі Черберг разом з групою «Ravaillacz» брав участь у " Melodifestivalen " (шведському відбірковому конкурсі пісні «Євробачення»), представляючи пісню «En riktig jävla schlager», з якою, у підсумку, вони посіли 10 місце.
У 2017 році виходить пісня «For Every Step» групи «Dead by April», яку виконує Томмі Черберг.

## Дискографія
Сольні альбоми
1969 — Judy min vän / Джуді, моя подруга
1970 — Tommy / Томмі
1971 — Tommy Körberg / Томмі Черберг
1972 — Solar Plexus / Сонячне сплетіння
1973 — Solar Plexus 2 / Сонячне сплетіння-2
1973 — Tommy Körberg sjunger Birger Sjöberg / Томмі Черберг співає пісні Бірґера Шеберга
1974 — Solar Plexus: Det är inte båten som gungar, det är havet som rör sig
1975 — Solar Plexus: Hellre gycklare än hycklare
1976 — Den vackraste visan / Найкрасивіша пісня
1979 — Blixtlås (Tommy Körberg, Stefan Nilsson) / Блискавка (Томмі Черберг, Стефан Нільссон)
1982 — Tommy Körberg och Stefan Nilsson tolkar Jaques Brel / Жак Брель в інтерпретації Томмі Черберга і Стефана Нільссона
1984 — «Chess», musical / «Шахи», мюзикл
1988 — Spotlight: Tommy Körberg / У центрі уваги: Томмі Черберг
1988 — … är … / … явище …
1989 — Julen är här / Різдво
1990 — Livslevande / У плоті
1990 — Les Miserables-musical (original Swedish cast recording) / Мюзикл «Знедолені» шведською мовою
1992 — Jag skulle vilja våga tro / Насмілюся вірити
1994 — Ravaillac
1995 — Sound Of Music-musical (original Swedish cast recording) / «Звуки музики» (шведською мовою)
1997 — Aniara
1999 — Sånger för ensamma älskare
2000 — Hits (Хіти)
2000 — Stilla natt (Tommy Körberg & Oslo Gospel Choir) / Тиха ніч (Томмі Черберг та євангелістський хор із Осло)
2003 — Gränslös — det bästa
2003 — Chess på svenska (Chess in Swedish) -musical (original Swedish 2002 cast recording) / Шахи, шведська версія мюзиклу, 2002 рік)
2006 — BAO på turné (BAO on tour) (Benny Anderssons Orkester with Helen Sjöholm & Tommy Körberg) / Гастрольний тур BAO. (Оркестр Бенні Андерссона з Гелен Шегольм і Томмі Чербергом)
2007 — BAO 3 (Benny Anderssons Orkester with Helen Sjöholm & Tommy Körberg) / BAO-3. Оркестр Бенні Андерссона з Гелен Шегольм і Томмі Чербергом)
2007 — Rakt upp och ner (CD + DVD) / Прямо, вгору і вниз
2012 — Sjung tills du stupar / Співайте до упаду